# Chromý jelenec
Chromý jelenec (nepřesně uváděný jako "Chromý jelen"; lakotsky Tȟáȟča Hušté, anglicky Lame Deer; 1900 nebo 1903 - 1976), také známý jako John Fire, John (Fire) Lame Deer a později The Old Man, byl indiánský svatý muž, šaman, z kmene Lakotů. Patřil k náboženskému spolku opačníků (lak. heyoka).

## Život
Chromý jelenec byl Lakota z podskupiny Mnikhowožu (v angl. Minneconjou). Narodil se v indiánské rezervaci Rosebud v Jižní Dakotě. Jeho otec byl Silas Fire (Let-Them-Have-Enough) a jeho matka Sally Rudá houně. Do svých 6 nebo 7 let vyrůstal Chromý jelenec se svými prarodiči, kteří ho vychovávali, do 14 let pak docházel do denní školy nedaleko rezervace. Poté byl poslán do internátní školy pro indiánské chlapce, zřízené Úřadem pro indiánské záležitosti Bureau of Indian Affairs. Tyto školy měly "civilizovat" indiány umístěné v rezervacích.
Život mladého Chromého jelence byl drsný a divoký; cestoval a jezdil rodeo jako jezdec a později jako rodeo klaun. Podle svých vlastních slov pil, hazardoval, běhal za ženskými, kradl auta a flámoval. Nakonec byl zadržen v domě, kde Lakotové uchovávali posvátnou dýmku, kterou jim přinesla mytická Bílá bizoní žena. K jeho překvapení řekla strážkyně posvátné dýmky Chromému jelenci, že na něj už čekala. To byl zlomový bod v životě Chromého jelence. Usadil se a začal žít jako wičáša wakháŋ (šaman, lak. dosl. něco jako "svatý muž").
Chromý jelenec se usadil v rezervaci Pine Ridge v Jižní Dakotě a cestoval po celé zemi; stal se známým mezi Lakoty a americkou veřejností poté, co tradiční kultura a duchovnost prošla obdobím znovuzrození a hnutí hippies 60. let 20. století se rozpadlo. Často se podílel na akcích Hnutí amerických indiánů (AIM, American Indian Movement), včetně protestů v Černých horách (Black Hills). Černé hory považují Lakotové za světovou osu (axis mundi) nebo centrum světa a spojují je s některými mýty. Za posvátné považují toto území také Šajeni a další indiánské skupiny. Šajeni a především Lakotové zpochybňují legálnost postoupení Černých hor Spojeným státům.

## Chromý jelenec: Hledač vizí
Chromý jelenec vylíčil svůj život a život Lakotů a lakotskou kulturu Richardu Erdoesovi, autorovi mnoha knih o původních Američanech. V roce 1972 vyšla v Americe kniha Lame Deer: Seeker of Visions (Chromý jelenec: Hledač vizí). V češtině kniha vyšla pod názvem Chromý Jelen: Vyprávění siouxského medicinmana v roce 2004. Erdoesovy nahrávky rozhovorů s Chromým jelencem jsou součástí dokumentů Richarda Erdoese v Beineckeho knihovně vzácných knih a rukopisů (BRBL) na Yaleské univerzitě.
Chromý jelenec byl část svého života opačnickým šamanem (lak. heyoka).